# Stephan Pruchniewicz
Stephan Pruchniewicz (* 1966) ist ein deutscher katholischer Theologe.

## Leben
Nach dem Studium der katholischen Theologie an den Universitäten Mainz und Innsbruck (1986–1991) war er von 1991 bis 2011 Religionslehrer i.K. im Bistum Mainz. Nach der Promotion 2016 bei Klaus Kießling, Tobias Specker und Birgit Hoyer zum Doktor der Theologie war er von 2020 bis 2022 Professor für katholische Religionspädagogik an der KPH Wien/Krems. Seit 2022 ist er Professor für Praktische Theologie mit dem Schwerpunkt Religionspädagogik an der Justus-Liebig-Universität Gießen.
Seine Forschungsschwerpunkte Hermeneutik der Religionspädagogik und interreligiöses und dialogisches Lernen: Grundlagen und Konzepte.

## Schriften (Auswahl)
- Fremde(,) Schwestern und Brüder. Kooperativer Religionsunterricht an berufsbildenden Schulen. Berlin 2016, ISBN 978-3-643-13573-5.
- mit Klaus Kießling und Andreas Günter: Machen Unterschiede Unterschiede? Konfessioneller Religionsunterricht in gemischten Lerngruppen. Ansichten – Einsichten – Aussichten. Göttingen 2018, ISBN 3-525-62015-2.